# Erbschaftsteuer in Griechenland
In Griechenland wird bei Erwerben von Todes wegen eine Erbanfallsteuer und bei unentgeltlichen Zuwendungen unter Lebenden eine Schenkungsteuer erhoben.

## Gesetzliche Grundlage
Die Erbschaft- und Schenkungsteuer wird aufgrund des Gesetzes 2961/2001 für seit 2003 erfolgte Erbfälle erhoben. Nach einer ersten Reform im Jahr 2006 erfolgte eine weitere in 2008 und schließlich eine letzte wesentliche Reform im Jahr 2010 durch das Gesetz 3815/2010 und weitere Änderungen durch das Gesetz 3842/2010. Freibeträge und Steuerstufen wurden angepasst, die selbständige Besteuerung von Geldbeträgen wurde aufgegeben, von der zwischenzeitlich eingeführten Differenzierung des Steuersatzes nach der Art des Vermögenswertes wurde Abstand genommen. Nach wie vor bestehen gesonderte Vergünstigungen für Ehegatten und minderjährige Kinder. Für diese gilt jeweils ein Freibetrag von 400.000,- EUR, welcher anstelle des regulären Freibetrags der Kategorie A zur Anwendung kommen kann. Auch das Wohnbedürfnis wird weiterhin geschützt.

## Umfang der Steuerpflicht
Die Erbschaft- und Schenkungsteuer wird in Form einer Erbanfallsteuer erhoben, Steuerobjekt ist der beim Erben oder Beschenkten erfolgende Erwerb. Steuerpflichtig ist für Steuerinländer der gesamte Erwerb, auch wenn sich der Nachlass im Ausland befindet. Bei Steuerausländern (Nichtresidenten) erstreckt sich die Steuerpflicht nur auf in Griechenland befindliches Vermögen. Grundbuchänderungen werden bezüglich des Erwerbs von Grundstücken nur bei Vorlage einer Bescheinigung des Finanzamtes über die Erfüllung der Steuerpflicht eingetragen.

## Steuerklassen
Die Erwerber werden in drei Steuerklassen eingeteilt:
- Steuerklasse A: überlebender Ehegatte,  Kinder, nichteheliche Kinder der Mutter, Enkel, Eltern, Voreltern ersten Grades
- Steuerklasse B: Voreltern zweiten oder höheren Grades, Urenkel, nichteheliche Kinder des Vaters, Geschwister, Neffen und Nichten, Kinder früherer Ehen, Stiefmutter oder Stiefvater, Schwiegerkinder und Schwiegereltern
- Steuerklasse C: sonstige Verwandte und Dritte

## Steuersätze und Freibeträge
Die Erwerbe unterliegen unterschiedlichen Steuersätzen, die sich nicht mehr wie früher auch nach der Art des Vermögens richten, sondern nach dem Verwandtschaftsverhältnis (Kategorien A bis C) und dem Wert des zu versteuernden Wertes.
- Kategorie A (Ehegatten, Kinder u. a.): 150.000 Euro sind steuerfrei, die diesen Betrag übersteigenden Werte werden wie folgt besteuert:

| Kategorie A | Steuerstufe (in €) | Steuersatz (in %) | auf die Stufe entfallende Steuer (in €) | zu versteuerndes Vermögen (in €) | entsprechende Gesamtsteuer (in €) |
| ----------- | ------------------ | ----------------- | --------------------------------------- | -------------------------------- | --------------------------------- |
|             | 150.000            | -                 | -                                       | 150.000                          | -                                 |
|             | 150.000            | 1                 | 1.500                                   | 300.000                          | 1.500                             |
|             | 300.000            | 5                 | 15.000                                  | 600.000                          | 16.500                            |
|             | darüber hinaus     | 1                 |                                         |                                  |                                   |

- Kategorie B (Urenkel, Großeltern etc.): 30.000 Euro sind steuerfrei, darüber hinaus gilt:

| Kategorie B | Steuerstufe (in €) | Steuersatz (in %) | auf die Stufe entfallende Steuer (in €) | zu versteuerndes Vermögen (in €) | entsprechende Gesamtsteuer (in €) |
| ----------- | ------------------ | ----------------- | --------------------------------------- | -------------------------------- | --------------------------------- |
|             | 30.000             | -                 | -                                       | 30.000                           | -                                 |
|             | 70.000             | 5                 | 3.500                                   | 100.000                          | 3.500                             |
|             | 200.000            | 10                | 20.000                                  | 300.000                          | 23.500                            |
|             | darüber hinaus     | 20                |                                         |                                  |                                   |

- Kategorie C (alle sonstigen Verwandte und Dritte): 6.000 Euro sind steuerfrei, darüber hinaus gilt:

| Kategorie C | Steuerstufe (in €) | Steuersatz (in %) | auf die Stufe entfallende Steuer (in €) | zu versteuerndes Vermögen (in €) | entsprechende Gesamtsteuer (in €) |
| ----------- | ------------------ | ----------------- | --------------------------------------- | -------------------------------- | --------------------------------- |
|             | 6.000              | 0                 | 0                                       | 6.000                            | 0                                 |
|             | 66.000             | 20                | 13.200                                  | 72.000                           | 13.200                            |
|             | 195.000            | 30                | 58.500                                  | 267.000                          | 71.700                            |
|             | darüber            | 40                |                                         |                                  |                                   |

## Begünstigung von Immobilien
Erbt der überlebende Ehegatte oder ein Kind eine Immobilie oder Bauland und sind der Erwerber oder dessen minderjährigen Kinder noch nicht Eigentümer (oder sonst dingliche Berechtigte) einer eigenen Wohnimmobilie oder eines hierfür geeigneten Baugrundstücks, dann kann der Erwerb insoweit gänzlich von der Erbschaftsteuer befreit werden. Das Wohnbedürfnis gilt als gedeckt, wenn eine Immobilie mit einer Größe von wenigstens 70 m² vorhanden ist. Für jedes der ersten beiden Kinder des sorgeberechtigten Erwerbers erhöht sich das Wohnbedürfnis um 20 m², für das dritte und jedes weitere Kind um 25 m². Begünstigte der Befreiung können griechische Staatsbürger und Bürger des Europäischen Wirtschaftsraums sein. Die Immobilie muss zudem mindestens fünf Jahre lang gehalten werden.

## Verteilung des Aufkommens
Das Steueraufkommen steht dem Staat zu, jedoch sind gesetzlich festgelegte andere Abgaben zugunsten der Städte und Gemeinden sowie zugunsten der Straßenbaukassen der Präfekturen darin enthalten.

## Bewertung
Maßgebend ist grundsätzlich der Verkehrswert, bei Grundstücken jedoch der Steuerwert. Dieser wird von den Finanzbehörden anhand der üblichen Preise ermittelt und festgesetzt. In den vergangenen Jahren wurde in Griechenland in großem Umfang eine Neubewertung der Immobilien durchgeführt, was teilweise zu drastischen Steigerungen bei den traditionell sehr niedrigen Steuerwerten geführt hat. Vom Nachlasswert werden alle zum Zeitpunkt des Todes vorhandenen Belastungen abgezogen, also auch bestimmte Nachlasskosten wie die Beerdigungskosten.

## Verfahren
Eine Erbschaftsteuererklärung muss innerhalb von sechs Monaten nach dem Tod des Erblassers abgegeben werden, wohnt der Erbe im Ausland, so verlängert sich die Frist um weitere sechs Monate.

## Doppelbesteuerung
Soweit die griechische Erbschaftsteuer für im Ausland befindliche und auch dort besteuerte Nachlassteile anfällt, wird die ausländischer Steuer insoweit auf die entsprechende griechische Steuer angerechnet. Zudem besteht zwischen Griechenland und Deutschland ein bereits auf das Jahr 1910 zurückgehendes Doppelbesteuerungsabkommen auf dem Gebiet des Erbschaftsteuerrechts, das sich aber nur mit dem beweglichen Nachlassvermögen befasst. Das bewegliche Vermögen eines Erblassers, der dem anderen Staat angehört, wird danach in Griechenland nur versteuert, wenn der Erblasser oder der Erbe dort auch seinen Wohnsitz oder ständigen Aufenthalt hatte oder hat.

## Ausblick
Aufgrund von Ankündigungen der Regierung wird für die Zukunft mit weiteren Maßnahmen zur Verringerung der Erbschaftsteuer gerechnet, so dass die hier wiedergegebenen Regelungen sich künftig erneut verändern dürften.